# Qi (standard)
Pour les articles homonymes, voir Qi.
Qi (/tʃi/, provenant du mot chinois qi signifiant « énergie, souffle vital »), est un standard développé par le Wireless Power Consortium pour la transmission d'énergie sans fil sur une distance allant jusqu'à 40 mm. Le système Qi comprend un support de transmission (un chargeur) et un récepteur compatible dans un appareil mobile. Pour utiliser ce système, l'appareil mobile est placé sur le support de transmission, qui le recharge alors par induction magnétique.

## Histoire
Nikola Tesla s'intéresse aussi à la transmission d'énergie sans fil, Tesla conçoit son propre transmetteur — la tour de Tesla ou tour de Wardenclyffe — mais par manque de fonds il abandonne le projet en 1917. Aujourd'hui des scientifiques russes veulent utiliser les travaux de Tesla pour transmettre de l'énergie des stations solaires vers les zones peu ensoleillées.
Alors que les techniques sans fil se développent au début du XXe siècle, des recherches sont effectuées sur des méthodes de transmission alternatives. Le but était de générer un effet localement et de le détecter à distance. Des tests sont effectués sur des charges plus importantes, remplaçant les récepteurs faiblement résistifs utilisés jusqu'alors pour détecter un signal reçu. Lors de l’exposition universelle de 1904, un prix est offert pour l'alimentation à une distance de 30 mètres d'un moteur de 0,1 cheval (75 W).
Les fabricants d'appareils mobiles en accord avec ce standard comprennent Asus, HTC, Huawei, LG Electronics, Motorola Mobility, Nokia, Samsung et Sony.  

## Caractéristiques et spécificités
En vertu de la spécification Qi, le transfert de « faible puissance » équivaut à une puissance allant de 0 à 5 W. Les systèmes qui entrent dans cette norme sont ceux qui utilisent un couplage inductif entre deux bobines planes pour transférer la puissance de l'émetteur vers le récepteur de l'appareil mobile. La distance entre les bobines est généralement de 5 mm. Il est possible d'étendre cette distance au moins jusqu'à 40 mm. La régulation de la tension de sortie est effectuée par une boucle de contrôle dans le transmetteur communiquant avec le récepteur qui peut alors demander plus ou moins de puissance. La communication en question est unidirectionnelle depuis récepteur vers le transmetteur, via rétro-diffusion d'ondes. En rétro-diffusion d'ondes, la bobine réceptrice est chargée, changeant ainsi la valeur du courant sur la bobine émettrice. Ces changements sont surveillés et traités par le récepteur, afin de faire concorder les deux périphériques.
Le WPC a publié la Qi Low Power Specification, littéralement « Norme de faible puissance » en août 2009. Cette norme est disponible en téléchargement gratuit. En 2011, le Wireless Power Consortium a commencé à étendre le standard au moyennes puissances,[réf. nécessaire], la norme de moyenne puissance prévoirait une puissance pouvant aller jusqu'à 120 W (la norme de faible puissance pouvant délivrer jusqu'à 5 W).

## Adoption
Au fur et à mesure que le standard Qi gagnera en popularité, on peut s'attendre à trouver des stations de rechargement sans fil dans des lieux publics comme les aéroports, les gares ou les cafés. Une grande partie des cafés de la chaîne Coffee Bean va installer des stations de chargement à la norme Qi, dans certaines métropoles.
La société Virgin Atlantic a aussi projeté d'installer des stations de chargement de ce type dans les aéroports de Londres Heathrow et John-F.-Kennedy à New York.
L’aéroport Tulsa International a déjà implanté des chargeurs sans fil dans la moitié de l'aéroport. Des sociétés sont spécialisées dans l'implantation de bases de chargement sans fil comme WiTGee et sa Power Table (avant IntelObjet).

## Téléphones compatibles Qi
Tous les smartphones possédant la QI sont compatibles avec tout chargeur à induction.

### Compatibles sans recours à une coque spécifique
- Apple iPhone 16, 16 Plus, 16 Pro et 16 Pro Max
- Apple iPhone 15, 15 Plus, 15 Pro et 15 Pro Max
- Apple iPhone 14, 14 Plus, 14 Pro et 14 Pro Max
- iPhone SE 3
- Apple iPhone 13
- Apple iPhone 12
- iPhone SE 2
- Apple iPhone 11, iPhone 11 Pro et 11 Pro Max
- Apple iPhone XS et XS Max
- Apple iPhone XR
- Apple iPhone X
- Apple iPhone 8 et 8 Plus
- Samsung Galaxy S24 / S24+ / S24 Ultra
- Samsung Galaxy S23 / S23+ / S23 Ultra / S23 FE
- Samsung Galaxy S22 / S22+ / S22 Ultra
- Samsung Galaxy S21 / S21+ / S21 Ultra / S21 FE
- Samsung Galaxy S20 / S20+ / S20 Ultra
- Samsung Galaxy Note10 / Note10+ / Note10 5G
- Samsung Galaxy Note 9
- Samsung Galaxy Note 8
- Samsung Galaxy S10 / S10+ / S10 5G
- Samsung Galaxy S9 / S9+
- Samsung Galaxy S8 / S8+
- Samsung Galaxy S7 Edge
- Samsung Galaxy S6
- Samsung Galaxy S6 Edge + / Edge Plus
- Samsung Galaxy S6 Edge
- Asus Padphone S
- M.T.T. Master
- Microsoft Lumia 950 et Lumia 950 XL
- Nokia Lumia 1520
- Nokia Lumia 930
- Nokia Lumia 920
- Motorola Nexus 6
- Google Nexus 7 (2013)
- Google Nexus 5
- Google Nexus 4
- Google Pixel 3 et Pixel 3 XL
- Google Pixel 4 et Pixel 4 XL
- Google Pixel 5
- Google Pixel 6 et 6 Pro
- Google Pixel 6a
- Google Pixel 7 et 7 Pro
- Google Pixel 7a
- Google Pixel 8 et 8 Pro
- LG G3
- Cat Phone S50
- Motorola DROID Maxx
- Motorola Moto G 4G
- Microsoft Lumia 950 (et 950 XL)
- Xiaomi Mi MIX 3
- Xiaomi Mi 9 (20w)
- Nothing Phone 1
- Nothing Phone 2
- Nothing Phone 2a

### Rendus compatibles grâce à une coque spécifique
- Nokia Lumia 1020
- Nokia Lumia 925
- Nokia Lumia 830
- Nokia Lumia 820
- Nokia Lumia 735
- Nokia Lumia 720
- Samsung Galaxy S3
- Samsung Galaxy Note 2
- Samsung Galaxy S4
- Samsung Galaxy Note 3
- Samsung Galaxy Note 4
- Samsung Galaxy S5
- Samsung Galaxy S5 mini
- Blackberry Q10
- Sony Xperia Z1
- Sony Xperia Z2
- Sony Xperia Z3
- iPhone 5
- Apple iPhone 5s
- Apple iPhone 5c
- Apple iPhone 6 et 6 Plus
- Apple iPhone 6s et 6s Plus
- Apple iPhone 7 et 7 Plus
- LG G4 (Coque intégrée lors de l'achat.)

## Autres appareils compatibles Qi
- Nintendo 3DS (avec coque spécifique)
- Saygus V²
- Casque Audio PArrot Zik 3
- Apple AirPods (2e et 3e génération)
- Apple AirPods Pro
- Gamme Galaxy Buds (L'original, Plus, Pro, Live)
- Pixel Buds Pro et 2